# Żarek (Beskid Śląski)
Żarek (669 m n.p.m.) – niski, ale zaznaczający się w terenie szczyt w Paśmie Baraniej Góry i Skrzycznego w Beskidzie Śląskim. Znajduje się w południowym grzbiecie Glinnego, pomiędzy Czerwieńską Grapą a Małą Baranią. Z jego stoków spływa dopływ potoku Bystra, potok Gołusków i dopływ Soły.
Żarek jest w większości bezleśny. Nazwa pochodzi od gospodarki żarowej – dawnego sposobu pozyskiwania terenów rolniczych przez wypalanie lasu. Znajduje się we wsi Cisiec w województwie śląskim, w powiecie żywieckim, w gminie Węgierska Górka. Nie prowadzi przez niego żaden znakowany szlak turystyczny, ale można na niego wyjść polnymi drogami ze stacji PKP w Węgierskiej Górce. Dzięki odkrytym terenom jest to trasa widokowa, a Żarek jest dobrym punktem widokowym.